# Tron: Legacy (soundtrack)

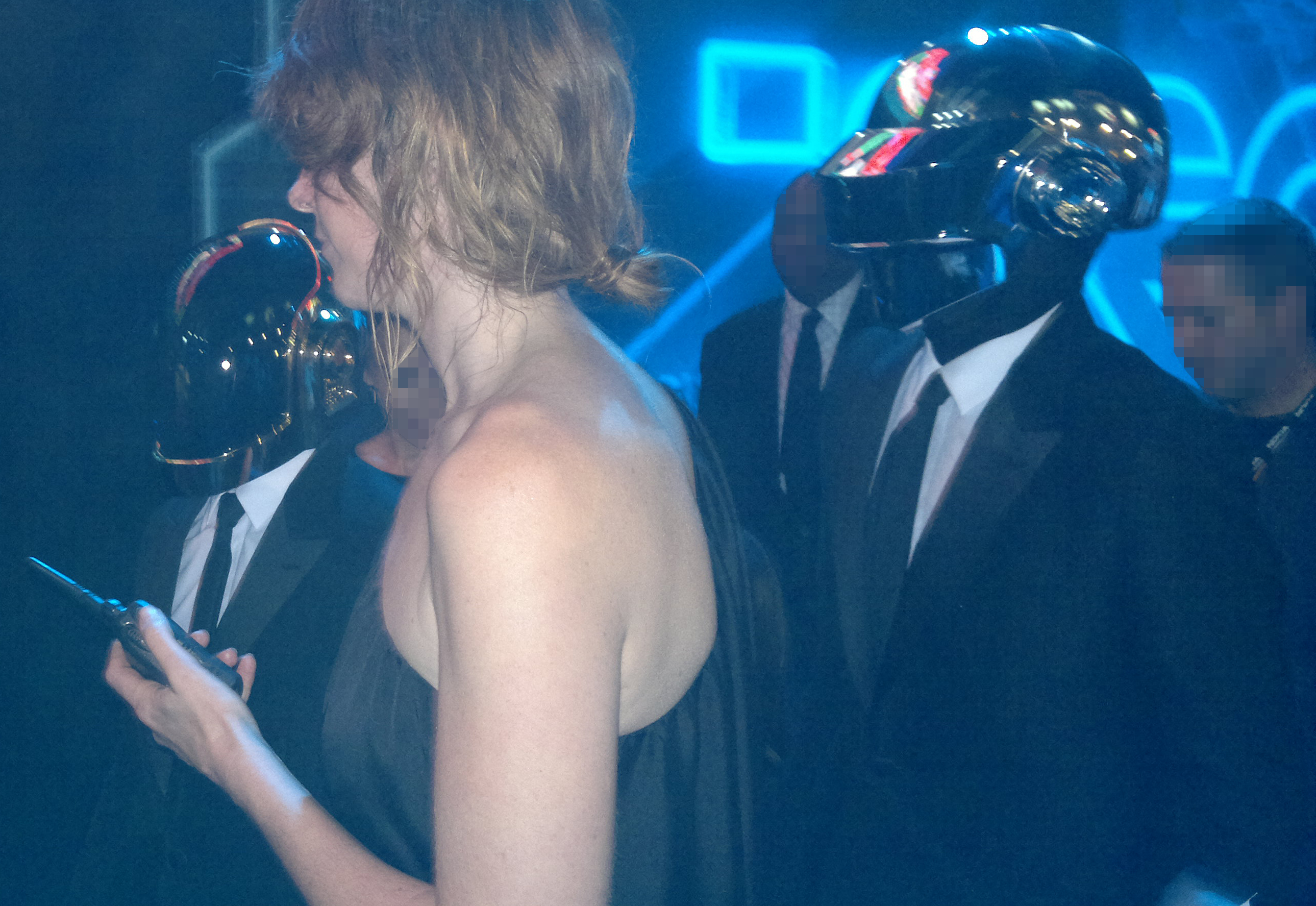
Daft Punk bij de filmpremière van Tron: Legacy in Los Angeles.

Tron: Legacy - Original Motion Picture Soundtrack is de originele soundtrack van de film Tron: Legacy uit 2010, en werd gecomponeerd en geproduceerd door het Frans elektronische muziekduo Daft Punk. Het album werd op 3 december 2010 uitgebracht door Walt Disney Records.
De twee Fransmannen Thomas Bangalter en Guy-Manuel de Homem-Christo van het muziekduo Daft Punk haalde hun inspiratie voornamelijk bij de componist van de vorige film, Wendy Carlos, voor het maken van de filmmuziek. Hiermee gaven ze in het begin al aan dat de muziek niet alleen uit elektronische muziek moet bestaan. De muziek van Daft Punk werd gearrangeerd en georkestreerd door Joseph Trapanese. De opnames vonden plaats in de AIR Lyndhurst Hall in Londen. The London Orchestra werd begeleid door Gavin Greenaway. De filmmuziek werd gemixt in de studio Remote Control Productions in Santa Monica (Californië) en de mastering werd door Bernie Grundman uitgevoerd in Hollywood.

## Nummers
| Nr. | Titel                                | Duur |
| --- | ------------------------------------ | ---- |
| 1   | Overture                             | 2:28 |
| 2   | The Grid - Jeff Bridges (voice-over) | 1:37 |
| 3   | The Son of Flynn                     | 1:35 |
| 4   | Recognizer                           | 2:38 |
| 5   | Armory                               | 2:03 |
| 6   | Arena                                | 1:33 |
| 7   | Rinzler                              | 2:18 |
| 8   | The Game Has Changed                 | 3:25 |
| 9   | Outlands                             | 2:42 |
| 10  | Adagio for Tron                      | 4:11 |
| 11  | Nocturne                             | 1:42 |
| 12  | End of Line                          | 2:36 |
| 13  | Derezzed                             | 1:44 |
| 14  | Fall                                 | 1:23 |
| 15  | Solar Sailer                         | 2:42 |
| 16  | Rectifier                            | 2:14 |
| 17  | Disc Wars                            | 4:11 |
| 18  | C.L.U.                               | 4:39 |
| 19  | Arrival                              | 2:00 |
| 20  | Flynn Lives                          | 3:22 |
| 21  | Tron Legacy (End Titles)             | 3:18 |
| 22  | Finale                               | 4:23 |

## Hitnoteringen
| Land                | Hoogste positie |
| ------------------- | --------------- |
| Australië           | 17              |
| België (Vl.)        | 14              |
| België (Wa.)        | 20              |
| Canada              | 17              |
| Denemarken          | 35              |
| Duitsland           | 17              |
| Frankrijk           | 25              |
| Ierland             | 48              |
| Italië              | 41              |
| Mexico              | 5               |
| Nederland           | 83              |
| Nieuw-Zeeland       | 27              |
| Oostenrijk          | 14              |
| Spanje              | 30              |
| Verenigd Koninkrijk | 39              |
| Verenigde Staten    | 4               |
| Zweden              | 45              |
| Zwitserland         | 21              |